# TX-0
El Transistorized Experimental Computer Zero (TX-0), cariñosamente referido como tixo, fue uno de los primeros computadores completamente transistorizado, disponiendo de unos enormes (en alquel momento) 64K palabras de 18 bits de mediante memoria de núcleo magnético. El TX-0 entró en línea en 1956 y fue usado continuamente hasta entrados los años 1960.
Diseñado en el Lincoln Laboratory del MIT en gran parte como un experimento en diseño transistorizado y la construcción de sistemas muy grandes de memoria de núcleo, el TX-0 era esencialmente una versión transistorizada del igualmente famoso Whirlwind (Torbellino), también construido en los laboratorios Lincoln. Mientras que el Whirlwind llenó un piso entero de un edificio grande, el TX-0 cabía en un solo cuarto de tamaño razonablemente y era algo más rápido. Como el Whirlwind, el TX-0 fue equipado con un sistema de visualización, en este caso un osciloscopio de 12" enganchado a los pines de salida del procesador, permitiéndole un despliegue de 512 x 512 puntos en un arreglo de 7" por 7".
El TX-0 realmente nunca fue pensado para ser usado como un sistema completo en sí mismo. La máquina incluyó 64K palabras de memoria, requiriendo 16 bits de espacio de dirección, pero para mantener bajos los costos, las instrucciones eran solamente de 18 bits de largo. Esto permitió solamente 2 bits de instrucciones, un total de cuatro. El TX-0 incluyó solamente "store" (guardar), "add" (sumar) y las instrucciones "branch" (bifurcar) como conjunto básico. No obstante una cuarta instrucción, "Operate" (operar), fue posteriormente codificada y permitía el acceso a un número de "micro-órdenes" que podían ser usadas por separado o juntas para proporcionar muchas otras instrucciones útiles. Una adición tomaba 10 microsegundos.
Con la exitosa terminación del TX-0, el trabajo viró inmediatamente al mucho más grande y complejo TX-1. Sin embargo este proyecto pronto tropezó con dificultades debido a su complejidad, y fue rediseñado en una forma más pequeña que sería con el tiempo entregada como el TX-2 en 1958. Debido a que la memoria de múleo era muy costosa en ese momento, varias partes de la memoria del TX-0 fueron canibalizadas para el proyecto TX-2. Después de un tiempo el TX-0 no siguió siendo considerado digno de conservarse, y fue "prestado" (semipermanente) al Research Laboratory of Electronics (RLE) del MIT en julio de 1958, donde se convirtió en una pieza central de lo que finalmente evolucionaría en el Laboratorio de la Inteligencia Artificial del MIT.
Entregado por los laboratorios Lincoln con solamente 4K de memoria de núcleo magnético, la máquina ya no tenía que usar 16 de sus instrucciones de 18 bits para almacenar una localización, así que después de alrededor de un año y medio el número de los bits de instrucción fueron doblados por 4, para un total de 16 instrucciones, y fue agregado un registro índice. Esto mejoró drásticamente la programabilidad de la máquina, pero aún dejaba espacio para una mejora posterior de 8K. Este nuevamente ampliado TX-0 fue usado para desarrollar un enorme número de avances en la computación, incluyendo el reconocimiento de voz y de escritura, así como también las herramientas necesarias para trabajar en tales proyectos, incluyendo editor de texto1editores de textos y depuradores.
Mientras tanto el proyecto TX-2 tenía dificultades propias, y varios miembros del equipo decidieron dejar el proyecto y comenzar su propia compañía. Después de un corto espacio de tiempo vendiendo "módulos de laboratorio" en forma de módulos simples con el diseño del TX-2, la Recién formada Digital Equipment Corporation (DEC) decidió producir un TX-0 "limpio", y lo entregó en 1961 como el PDP-1. El primer PDP-1 sería finalmente instalado a la habitación contígua al TX-0, y correrían juntos programas por un tiempo.
Significativas piezas del TX-0 están actualmente en exhibición en la biblioteca del laboratorio Lincoln. Desafortunadamente, la biblioteca es solamente accesible para los empleados de Lincoln.